# Calcio ai Giochi della XX Olimpiade - Convocazioni

## Gruppo 1

### Germania Ovest
Allenatore:  Jupp Derwall
| N. | Pos. | Giocatore            | Data nascita (età)          | Pres. | Squadra                |
| -- | ---- | -------------------- | --------------------------- | ----- | ---------------------- |
| 1  | P    | Günter Wienhold      | 21 gennaio 1948 (24 anni)   |       | Eintracht Francoforte  |
| 2  | D    | Heiner Baltes        | 19 agosto 1949 (23 anni)    |       | Fortuna Düsseldorf     |
| 3  | D    | Reiner Hollmann      | 30 settembre 1949 (22 anni) |       | RW Oberhausen          |
| 4  | D    | Egon Schmitt         | 12 novembre 1948 (23 anni)  |       | Kickers Offenbach      |
| 5  | D    | Friedhelm Haebermann | 24 luglio 1946 (26 anni)    |       | Eintracht Braunschweig |
| 6  | D    | Hartwig Bleidick     | 26 dicembre 1944 (27 anni)  |       | Borussia M'gladbach    |
| 7  | C    | Hermann Bitz         | 21 settembre 1950 (21 anni) |       | Kaiserslautern         |
| 8  | C    | Rudolf Seliger       | 20 settembre 1951 (20 anni) |       | Duisburg               |
| 9  | A    | Klaus Wunder         | 13 settembre 1950 (21 anni) |       | Duisburg               |
| 10 | A    | Uli Hoeneß           | 5 gennaio 1952 (20 anni)    |       | Bayern Monaco          |
| 11 | A    | Ronald Worm          | 7 ottobre 1953 (18 anni)    |       | Duisburg               |
| 12 | D    | Dieter Mietz         | 3 settembre 1943 (28 anni)  |       | Siegen                 |
| 13 | C    | Bernd Nickel         | 15 marzo 1949 (23 anni)     |       | Eintracht Francoforte  |
| 14 | D    | Manfred Kaltz        | 6 gennaio 1953 (19 anni)    |       | Amburgo                |
| 15 | D    | Hans-Dieter Seelmann | 18 settembre 1952 (19 anni) |       | Monaco 1860            |
| 16 | C    | Jürgen Kalb          | 20 maggio 1948 (24 anni)    |       | Eintracht Francoforte  |
| 17 | A    | Ottmar Hitzfeld      | 12 gennaio 1949 (23 anni)   |       | Basilea                |
| 18 | A    | Ewald Hammes         | 4 agosto 1950 (22 anni)     |       | Wattenscheid 09        |
| 19 | P    | Hans-Jürgen Bradler  | 12 agosto 1948 (24 anni)    |       | Bochum                 |

### Malaysia
Allenatore:  Che Din Jalil
| N. | Pos. | Giocatore            | Data nascita (età)          | Pres. | Squadra            |
| -- | ---- | -------------------- | --------------------------- | ----- | ------------------ |
| 1  | P    | Kam Fook Wong        | 17 marzo 1949 (23 anni)     |       | Perak              |
| 2  | D    | Abdullah Othman      | 13 marzo 1945 (27 anni)     |       | Johor Darul Ta'zim |
| 3  | D    | Chin Aun Soh         | 28 luglio 1950 (22 anni)    |       | Selangor           |
| 4  | D    | Abdullah Namat       | 12 marzo 1945 (27 anni)     |       | Penang             |
| 5  | D    | Mohamed Chandran     | 4 maggio 1942 (30 anni)     |       | Selangor           |
| 6  | A    | Huan Khen Khoo       | 27 marzo 1951 (21 anni)     |       | Perak              |
| 7  | C    | Hussein Hamzah       | 8 agosto 1948 (24 anni)     |       | Kelantan           |
| 8  | C    | Abdullah Shaharuddin | 29 settembre 1948 (23 anni) |       | Penang             |
| 9  | C    | Wan Zawawi           | 11 aprile 1949 (23 anni)    |       | Kelantan           |
| 10 | C    | Bahwandi Krishnasamy | 13 gennaio 1948 (24 anni)   |       | Perak              |
| 11 | A    | Ibrahim Salleh       | 1º novembre 1947 (24 anni)  |       | Kelantan           |
| 12 | D    | Jusoh Harun          |                             |       | Terengganu         |
| 13 | P    | Fung Kee Lim         | 24 marzo 1950 (22 anni)     |       | Selangor           |
| 14 | C    | Choon Wah Wong       | 31 marzo 1947 (25 anni)     |       | Selangor           |
| 15 | D    | Bakar Ali            | 18 novembre 1947 (24 anni)  |       | Penang             |
| 16 | C    | Bakar Mohamed        | 25 giugno 1945 (27 anni)    |       | Penang             |
| 17 | A    | Loon Teik Looi       | 15 febbraio 1945 (27 anni)  |       | Kedah              |
| 18 | A    | Abdullah Rahim       | 12 settembre 1947 (24 anni) |       | Selangor           |
| 19 | C    | Hiralal Bahwandi     | 1º giugno 1951 (21 anni)    |       | Selangor           |

### Marocco
Allenatore:  Sabino Barinaga
| N. | Pos. | Giocatore            | Data nascita (età)         | Pres. | Squadra           |
| -- | ---- | -------------------- | -------------------------- | ----- | ----------------- |
| 1  | P    | Allal Ben Kassou     | 1º gennaio 1941 (31 anni)  |       | FAR Rabat         |
| 2  | D    | Boujemaa Benkhrif    | 1º gennaio 1947 (25 anni)  |       | Kénitra           |
| 3  | D    | Larbi Ihardane       |                            |       | Wydad Casablanca  |
| 4  | D    | Abdallah Lamrani     | 1º gennaio 1946 (26 anni)  |       | FAR Rabat         |
| 5  | D    | Khalifa El Bakhti    | 1º gennaio 1950 (22 anni)  |       | FAR Rabat         |
| 6  | C    | Mustapha Yaghcha     | 1º gennaio 1949 (23 anni)  |       | Difaâ El Jadida   |
| 7  | C    | Abdellah Tazi        | 1º gennaio 1945 (27 anni)  |       | Maghreb Fès       |
| 8  | C    | Abdelali Zahraoui    | 1º gennaio 1949 (23 anni)  |       | FAR Rabat         |
| 9  | A    | Ahmed Faras          | 1º gennaio 1946 (26 anni)  |       | Chabab Mohammedia |
| 10 | C    | Mohammed Tati        | 1º gennaio 1944 (28 anni)  |       | Kénitra           |
| 11 | A    | Maouhoub Ghazouani   | 1º gennaio 1948 (24 anni)  |       | FAR Rabat         |
| 12 | P    | Mohammed Hazzaz      | 1º gennaio 1945 (27 anni)  |       | Maghreb Fès       |
| 13 | A    | Abdelmajid Hadri     | 1º gennaio 1952 (20 anni)  |       | Raja Casablanca   |
| 14 | A    | Ahmed Najah          | 1º gennaio 1947 (25 anni)  |       | Raja Beni Mellal  |
| 15 | A    | Abdelfattah Jafri    | 25 febbraio 1950 (22 anni) |       | Union Sidi Kacem  |
| 16 | A    | Mohammed El Filali   | 9 luglio 1945 (27 anni)    |       | Mouloudia Oujda   |
| 17 | A    | Mustapha El Zaghrari | 1º gennaio 1949 (23 anni)  |       | Wydad Casablanca  |
| 18 | C    | Mohammed Merzaq      | 1º gennaio 1951 (21 anni)  |       | Mouloudia Oujda   |
| 19 | P    | Ahmed Belkorchi      | 1º gennaio 1952 (20 anni)  |       | Kawkab Marrakech  |

### Stati Uniti
Allenatore:  Bob Guelker
| N. | Pos. | Giocatore         | Data nascita (età)          | Pres. | Squadra                  |
| -- | ---- | ----------------- | --------------------------- | ----- | ------------------------ |
| 1  | P    | Mike Ivanow       | 4 gennaio 1947 (25 anni)    |       | Concordia A.C.           |
| 2  | D    | Casey Bahr        | 20 settembre 1948 (23 anni) |       | Navy Midshipmen          |
| 3  | D    | John Bocwinski    | 22 novembre 1936 (35 anni)  |       | Schlitz Polonia          |
| 4  | C    | Al Trost          | 7 febbraio 1949 (23 anni)   |       | Ham's                    |
| 5  | D    | Horst Stemke      | 4 marzo 1942 (30 anni)      |       | Milwaukee Brewers        |
| 6  | C    | Neil Stam         | 7 gennaio 1942 (30 anni)    |       | German-American          |
| 7  | A    | Archie Roboostoff | 9 ottobre 1951 (20 anni)    |       | Concordia A.C.           |
| 8  | A    | Mike Seerey       | 23 ottobre 1950 (21 anni)   |       | St. Louis Billikens      |
| 9  | C    | John Carenza      | 3 gennaio 1950 (22 anni)    |       | Our Lady of Sorrows      |
| 10 | D    | Buzz Demling      | 21 settembre 1948 (23 anni) |       | Michigan State Spartans  |
| 11 | A    | Mani Hernandez    | 2 agosto 1948 (24 anni)     |       | Grenadiers               |
| 12 | A    | Steve Gay         | 1º settembre 1947 (24 anni) |       | Santa Barbara United     |
| 13 | A    | Hugo Salcedo      | 25 gennaio 1946 (26 anni)   |       | Compton United           |
| 14 | C    | Joe Hamm          | 1º novembre 1950 (21 anni)  |       | St. Louis Billikens      |
| 15 | D    | Wally Ziaja       | 2 luglio 1949 (23 anni)     |       | Bavarian Blue Ribbon     |
| 16 | A    | Mike Flater       | 22 gennaio 1951 (21 anni)   |       | Colorado School of Mines |
| 17 | C    | Jim Zylker        | 11 gennaio 1951 (21 anni)   |       | San Francisco Vikings    |
| 18 | P    | Mike Margulis     | 30 agosto 1950 (21 anni)    |       | Busch Gardens            |
| 19 | P    | Shep Messing      | 9 ottobre 1949 (22 anni)    |       | Harvard Crimson          |

## Gruppo 2

### Birmania
Allenatore:  Sein Hlaing
| N. | Pos. | Giocatore         | Data nascita (età)          | Pres. | Squadra            |
| -- | ---- | ----------------- | --------------------------- | ----- | ------------------ |
| 1  | P    | Aung Tin          | 8 maggio 1947 (25 anni)     |       | Burma Army         |
| 2  | D    | Win Sein          | 11 luglio 1952 (20 anni)    |       |                    |
| 3  | D    | Tin Maung Maung   | 21 maggio 1949 (23 anni)    |       | Posts and Telecoms |
| 4  | D    | Sein Tin          | 12 giugno 1951 (21 anni)    |       | Burma Army         |
| 5  | D    | Win Nyunt Myo     | 19 febbraio 1950 (22 anni)  |       | Customs            |
| 6  | C    | Myint Soe         | 15 marzo 1955 (17 anni)     |       |                    |
| 7  | D    | Aye San           | 20 giugno 1954 (18 anni)    |       | Construction Corp. |
| 8  | C    | Maung Gyi Aye     | 20 agosto 1950 (22 anni)    |       | Construction Corp. |
| 9  | C    | Maung Lay Aye     | 10 giugno 1954 (18 anni)    |       | Burma Air Force    |
| 10 | A    | Kyu Myint         | 20 agosto 1950 (22 anni)    |       | Trade              |
| 11 | C    | Nyunt Ye          | 3 giugno 1950 (22 anni)     |       | Customs            |
| 12 | A    | Maung Win         | 12 maggio 1949 (23 anni)    |       | Burma Army         |
| 13 | A    | Soe Than          | 3 giugno 1952 (20 anni)     |       | Municipal          |
| 14 | A    | Aung Moe Thin     | 12 giugno 1949 (23 anni)    |       | Construction Corp. |
| 15 | A    | Htay Hla          | 18 marzo 1940 (32 anni)     |       |                    |
| 16 | A    | Maung Lay Khin    | 7 maggio 1954 (18 anni)     |       | Burma Navy         |
| 17 | P    | Nyunt Maung Maung | 18 gennaio 1954 (18 anni)   |       |                    |
| 18 | C    | Maung Tun Khin    | 21 settembre 1940 (31 anni) |       |                    |
| 19 | C    | Win Lay Sein      | 14 marzo 1950 (22 anni)     |       |                    |

### Messico
Allenatore:  Diego Mercado
| N. | Pos. | Giocatore                | Data nascita (età)          | Pres. | Squadra          |
| -- | ---- | ------------------------ | --------------------------- | ----- | ---------------- |
| 1  | P    | Rogelio Ruiz             | 20 agosto 1950 (22 anni)    |       | Laguna           |
| 2  | D    | Jesús Rico               | 11 gennaio 1953 (19 anni)   |       | Atlético Español |
| 3  | D    | José Luis Trejo          | 28 aprile 1949 (23 anni)    |       | Atlético Español |
| 4  | D    | Juan Manuel Álvarez      | 12 aprile 1948 (24 anni)    |       | Atlético Español |
| 5  | D    | Enrique Martín Del Campo | 27 dicembre 1950 (21 anni)  |       | Atlas            |
| 6  | C    | Alejandro Hernández      | 11 marzo 1948 (24 anni)     |       | León             |
| 7  | C    | Fernando Blanco          | 4 giugno 1951 (21 anni)     |       | Veracruz         |
| 8  | C    | Lorenzo Reyes            | 10 agosto 1951 (21 anni)    |       | Laguna           |
| 9  | A    | Manuel Manzo             | 10 maggio 1952 (20 anni)    |       | Atlético Español |
| 10 | A    | Daniel Razo              | 26 settembre 1950 (21 anni) |       | Irapuato         |
| 11 | A    | Leonardo Cuéllar         | 14 gennaio 1952 (20 anni)   |       | Pumas UNAM       |
| 12 | P    | Horacio Sánchez          | 27 marzo 1953 (19 anni)     |       | Pumas UNAM       |
| 13 | D    | Francisco Barba          | 7 agosto 1953 (19 anni)     |       | Guadalajara      |
| 14 | D    | Salvador Márquez         | 24 dicembre 1950 (21 anni)  |       | Guadalajara      |
| 15 | D    | José Talavera            | 2 agosto 1950 (22 anni)     |       | Torreón          |
| 16 | A    | David Regalado           | 17 gennaio 1952 (20 anni)   |       | Guadalajara      |
| 17 | A    | Alfredo Hernández        | 12 gennaio 1951 (21 anni)   |       | Pumas UNAM       |
| 18 | A    | Alejandro Peña           | 20 ottobre 1949 (22 anni)   |       | Pumas UNAM       |
| 19 | C    | Manuel Borja             | 29 agosto 1949 (22 anni)    |       | Pumas UNAM       |

### Sudan
Allenatore:  Abdel Fatah
| N. | Pos. | Giocatore                | Data nascita (età)        | Pres. | Squadra               |
| -- | ---- | ------------------------ | ------------------------- | ----- | --------------------- |
| 1  | P    | Abdel Gadir El Nur       |                           |       |                       |
| 2  | D    | Abdalla Mohamed El Sir   | 1º gennaio 1949 (23 anni) |       | Al-Merrikh            |
| 3  | D    | Awad Nasr Musa           |                           |       |                       |
| 4  | D    | Mahmoud Sayed Salim      | 1º gennaio 1947 (25 anni) |       |                       |
| 5  | D    | Abdel Gadir Mohamed      |                           |       |                       |
| 6  | D    | Hassan Nagm El Din       | 1º gennaio 1953 (19 anni) |       |                       |
| 7  | C    | Ahmed Mohamed El Basheir |                           |       | Al Nil                |
| 8  | C    | Abdel Bushara Nadif      | 1º gennaio 1949 (23 anni) |       | Al-Merrikh            |
| 9  | C    | Ahmed Bushara Wahba      | 1º gennaio 1943 (29 anni) |       | Al-Merrikh            |
| 10 | A    | Nasr Abas El Din         | 1º gennaio 1944 (28 anni) |       |                       |
| 11 | A    | Omer Ali Hasabel Rasoul  | 1º gennaio 1945 (27 anni) |       | Burri                 |
| 12 | A    | Osman Izzeldim           |                           |       |                       |
| 13 | C    | Osman El Fadel           |                           |       |                       |
| 14 | A    | Mohsin Atta El Mannan    | 1º gennaio 1948 (24 anni) |       | Al-Tahrir             |
| 15 | D    | Gafer Mohamed Suliman    | 1º gennaio 1947 (25 anni) |       | Al-Ittihad Wad Medani |
| 16 | A    | Adam Mohamed Izzeldim    | 1º gennaio 1949 (23 anni) |       |                       |
| 17 | C    | Sharaf Eldin Mohammed    | 1º gennaio 1938 (34 anni) |       |                       |
| 18 | A    | Mustafa Ahmed Abdo       | 1º gennaio 1946 (26 anni) |       | Al-Hilal Omdurman     |
| 19 | P    | Mohamed Ali Abdelfatah   | 1º gennaio 1949 (23 anni) |       | Al-Hilal Omdurman     |

### Unione Sovietica
Allenatore:  Aleksandr Ponomarëv
| N. | Pos. | Giocatore            | Data nascita (età)          | Pres. | Squadra        |
| -- | ---- | -------------------- | --------------------------- | ----- | -------------- |
| 1  | P    | Evgenij Rudakov      | 2 gennaio 1942 (30 anni)    |       | Dinamo Kiev    |
| 2  | D    | Jurij Istomin        | 10 luglio 1944 (28 anni)    |       | CSKA Mosca     |
| 3  | D    | Murtaz Khurtsilava   | 5 gennaio 1943 (29 anni)    |       | Dinamo Tbilisi |
| 4  | D    | Evgenij Lovčev       | 29 gennaio 1949 (23 anni)   |       | Spartak Mosca  |
| 5  | D    | Volodymyr Kaplyčnyj  | 26 febbraio 1944 (28 anni)  |       | CSKA Mosca     |
| 6  | C    | Viktor Kolotov       | 3 luglio 1949 (23 anni)     |       | Dinamo Kiev    |
| 7  | A    | Volodymyr Onyščenko  | 28 ottobre 1949 (22 anni)   |       | Zorja          |
| 8  | C    | V″jačeslav Semenov   | 17 luglio 1947 (25 anni)    |       | Zorja          |
| 9  | A    | Andrej Jakubik       | 24 agosto 1950 (22 anni)    |       | Dinamo Mosca   |
| 10 | C    | Anatolij Kuksov      | 21 novembre 1949 (22 anni)  |       | Zorja          |
| 11 | A    | Gennadij Evrjužichin | 4 febbraio 1944 (28 anni)   |       | Dinamo Mosca   |
| 12 | D    | Revaz Dzodzuashvili  | 15 aprile 1945 (27 anni)    |       | Dinamo Tbilisi |
| 13 | D    | Sergej Ol'šanskij    | 28 maggio 1948 (24 anni)    |       | Spartak Mosca  |
| 14 | C    | Hovhannes Zanazanyan | 10 dicembre 1946 (25 anni)  |       | Ararat         |
| 15 | C    | Arkadi Andreasyan    | 2 aprile 1947 (25 anni)     |       | Ararat         |
| 16 | C    | József Szabó         | 29 febbraio 1940 (32 anni)  |       | Dinamo Mosca   |
| 17 | P    | Vladimir Pil'guj     | 26 gennaio 1948 (24 anni)   |       | Dinamo Mosca   |
| 18 | A    | Jurij Jelisjejev     | 26 settembre 1949 (22 anni) |       | Zorja          |
| 19 | A    | Oleh Blochin         | 5 novembre 1952 (19 anni)   |       | Dinamo Kiev    |

## Gruppo 3

### Brasile
Allenatore:  Antoninho
| N. | Pos. | Giocatore            | Data nascita (età)          | Pres. | Squadra          |
| -- | ---- | -------------------- | --------------------------- | ----- | ---------------- |
| 1  | P    | Vítor                | 21 novembre 1953 (18 anni)  |       | Cruzeiro         |
| 2  | D    | Osmar                | 18 febbraio 1952 (20 anni)  |       | Botafogo         |
| 3  | D    | Fred                 | 4 aprile 1949 (23 anni)     |       | Flamengo         |
| 4  | D    | Terezo               | 7 ottobre 1953 (18 anni)    |       | America-RJ       |
| 5  | C    | Paulo Roberto Falcão | 16 ottobre 1953 (18 anni)   |       | Internacional    |
| 6  | D    | Celso                | 2 ottobre 1950 (21 anni)    |       | Palmeiras        |
| 7  | A    | Pedrinho             | 4 agosto 1953 (19 anni)     |       | Internacional    |
| 8  | C    | Rubens Gálaxe        | 29 settembre 1952 (19 anni) |       | Fluminense       |
| 9  | A    | Washington           | 23 gennaio 1953 (19 anni)   |       | Guarani          |
| 10 | A    | Roberto Dinamite     | 13 aprile 1954 (18 anni)    |       | Vasco da Gama    |
| 11 | A    | Dirceu               | 15 giugno 1952 (20 anni)    |       | Coritiba         |
| 12 | P    | Niélsen              | 19 giugno 1952 (20 anni)    |       | Fluminense       |
| 13 | D    | Abel                 | 1º settembre 1952 (19 anni) |       | Fluminense       |
| 14 | D    | Vágner               | 2 maggio 1950 (22 anni)     |       | Corinthians      |
| 15 | C    | Bolívar              | 21 dicembre 1954 (17 anni)  |       | Grêmio           |
| 16 | C    | Ângelo               | 30 maggio 1953 (19 anni)    |       | Atlético Mineiro |
| 17 | C    | Pintinho             | 25 giugno 1954 (18 anni)    |       | Fluminense       |
| 18 | A    | Zé Carlos            | 28 settembre 1947 (24 anni) |       | Palmeiras        |
| 19 | A    | Manoel               | 14 febbraio 1952 (20 anni)  |       | Internacional    |

### Danimarca
Allenatore:  Rudi Strittich
| N. | Pos. | Giocatore          | Data nascita (età)          | Pres. | Squadra   |
| -- | ---- | ------------------ | --------------------------- | ----- | --------- |
| 1  | P    | Mogens Therkildsen | 15 marzo 1940 (32 anni)     |       | Odense    |
| 2  | D    | Flemming Ahlberg   | 23 dicembre 1946 (25 anni)  |       | Frem      |
| 3  | D    | Svend Andresen     | 20 maggio 1950 (22 anni)    |       | B 1903    |
| 4  | D    | Per Røntved        | 27 gennaio 1949 (23 anni)   |       | Brønshøj  |
| 5  | D    | Jørgen Rasmussen   | 14 luglio 1945 (27 anni)    |       | Randers   |
| 6  | C    | Hans Ewald Hansen  | 15 febbraio 1944 (28 anni)  |       | B 1901    |
| 7  | C    | Jack Hansen        | 2 ottobre 1947 (24 anni)    |       | B 1913    |
| 8  | A    | Kristen Nygaard    | 9 settembre 1949 (22 anni)  |       | IHF Århus |
| 9  | A    | Allan Simonsen     | 15 dicembre 1952 (19 anni)  |       | Vejle     |
| 10 | A    | Kurt Berthelsen    | 15 febbraio 1952 (20 anni)  |       | Aalborg   |
| 11 | A    | Leif Printzlau     | 16 dicembre 1948 (23 anni)  |       | Frem      |
| 12 | D    | Flemming Pedersen  | 2 settembre 1947 (24 anni)  |       | KB        |
| 13 | D    | Helge Vonsyld      | 18 ottobre 1947 (24 anni)   |       | Randers   |
| 14 | C    | Sten Ziegler       | 30 maggio 1950 (22 anni)    |       | Hvidovre  |
| 15 | C    | Max Rasmussen      | 11 dicembre 1945 (26 anni)  |       | AB        |
| 16 | C    | Heino Hansen       | 24 settembre 1947 (24 anni) |       | Slagelse  |
| 17 | A    | Keld Bak           | 7 giugno 1944 (28 anni)     |       | Næstved   |
| 18 | P    | Heinz Hildebrandt  | 13 febbraio 1943 (29 anni)  |       | Hvidovre  |
| 19 | P    | Valdemar Hansen    | 19 maggio 1946 (26 anni)    |       | Frem      |

### Iran
Allenatore:  Mohammad Ranjbar
| N. | Pos. | Giocatore           | Data nascita (età)          | Pres. | Squadra        |
| -- | ---- | ------------------- | --------------------------- | ----- | -------------- |
| 1  | P    | Reza Ghoflsaz       | 21 febbraio 1950 (22 anni)  |       | PAS Teheran    |
| 2  | D    | Ebrahim Ashtiani    | 1º dicembre 1945 (26 anni)  |       | Persepolis     |
| 3  | D    | Jafar Kashani       | 4 aprile 1944 (28 anni)     |       | Persepolis     |
| 4  | C    | Majid Halvaei       | 7 febbraio 1948 (24 anni)   |       | PAS Teheran    |
| 5  | D    | Akbar Kargarjam     | 26 dicembre 1944 (27 anni)  |       | Taj            |
| 6  | D    | Parviz Ghelichkhani | 4 novembre 1946 (25 anni)   |       | Taj            |
| 7  | C    | Ali Parvin          | 12 ottobre 1946 (25 anni)   |       | Persepolis     |
| 8  | C    | Ali Jabbari         | 20 luglio 1946 (26 anni)    |       | Taj            |
| 9  | C    | Mohammad Sadeghi    | 17 marzo 1951 (21 anni)     |       | PAS Teheran    |
| 10 | A    | Safar Iranpak       | 23 dicembre 1947 (24 anni)  |       | PAS Teheran    |
| 11 | A    | Asghar Sharafi      | 22 dicembre 1942 (29 anni)  |       | PAS Teheran    |
| 12 | C    | Gholam Vafakhah     | 23 febbraio 1946 (26 anni)  |       | Oghab          |
| 13 | A    | Javad Ghorab        | 30 luglio 1941 (31 anni)    |       | Taj            |
| 14 | A    | Mahmoud Khordbin    | 24 settembre 1948 (23 anni) |       | Persepolis     |
| 15 | A    | Mehdi Lari Lavasani | 11 luglio 1947 (25 anni)    |       | PAS Teheran    |
| 16 | C    | Alireza Azizi       | 14 gennaio 1949 (23 anni)   |       | Imperial Guard |
| 17 | D    | Javad Allahverdi    | 16 luglio 1954 (18 anni)    |       | Persepolis     |
| 18 | D    | Mehdi Monajati      | 29 giugno 1946 (26 anni)    |       | PAS Teheran    |
| 19 | P    | Mansour Rashidi     | 12 novembre 1947 (24 anni)  |       | Taj            |

### Ungheria
Allenatore:  Rudolf Illovszky
| N. | Pos. | Giocatore          | Data nascita (età)          | Pres. | Squadra     |
| -- | ---- | ------------------ | --------------------------- | ----- | ----------- |
| 1  | P    | István Géczi       | 16 marzo 1944 (28 anni)     |       | Ferencváros |
| 2  | D    | Péter Vépi         | 20 ottobre 1949 (22 anni)   |       | Ferencváros |
| 3  | D    | Miklós Páncsics    | 4 febbraio 1944 (28 anni)   |       | Ferencváros |
| 4  | D    | Péter Juhász       | 3 agosto 1948 (24 anni)     |       | Újpest      |
| 5  | C    | Lajos Szűcs        | 10 dicembre 1943 (28 anni)  |       | Honvéd      |
| 6  | D    | Csaba Vidáts       | 22 novembre 1947 (24 anni)  |       | Vasas       |
| 7  | C    | Mihály Kozma       | 1º novembre 1949 (22 anni)  |       | Honvéd      |
| 8  | A    | Kálmán Tóth        | 3 agosto 1944 (28 anni)     |       | Tatabánya   |
| 9  | A    | Antal Dunai        | 21 marzo 1943 (29 anni)     |       | Újpest      |
| 10 | C    | Lajos Kű           | 5 luglio 1948 (24 anni)     |       | Ferencváros |
| 11 | A    | Béla Váradi        | 12 aprile 1953 (19 anni)    |       | Vasas       |
| 12 | C    | József Kovács      | 8 aprile 1949 (23 anni)     |       | Videoton    |
| 13 | P    | Imre Rapp          | 15 settembre 1937 (34 anni) |       | Pécs        |
| 14 | C    | Ede Dunai          | 14 luglio 1949 (23 anni)    |       | Újpest      |
| 15 | A    | László Branikovits | 18 dicembre 1949 (22 anni)  |       | Ferencváros |
| 16 | D    | László Bálint      | 1º febbraio 1948 (24 anni)  |       | Ferencváros |
| 17 | C    | Lajos Kocsis       | 17 giugno 1947 (25 anni)    |       | Honvéd      |
| 18 | A    | István Básti       | 19 settembre 1944 (27 anni) |       | Salgótarján |
| 19 | P    | Ádám Rothermel     | 14 giugno 1948 (24 anni)    |       | Tatabánya   |

## Gruppo 4

### Colombia
Allenatore:  Todor Veselinović
| N. | Pos. | Giocatore         | Data nascita (età)          | Pres. | Squadra                |
| -- | ---- | ----------------- | --------------------------- | ----- | ---------------------- |
| 1  | P    | Silvio Quintero   | 27 dicembre 1946 (25 anni)  |       | Deportes Tolima        |
| 2  | P    | Antonio Rivas     | 4 novembre 1951 (20 anni)   |       | Ind. Santa Fe          |
| 3  | D    | Gerardo Moncada   | 27 maggio 1949 (23 anni)    |       | Atlético Nacional      |
| 4  | D    | Rafael Reyes      | 17 maggio 1951 (21 anni)    |       | Deportes Tolima        |
| 5  | D    | Álvaro Calle      | 11 giugno 1953 (19 anni)    |       | Independiente Medellín |
| 6  | D    | Dumas Guette      | 25 dicembre 1952 (19 anni)  |       | Deportes Tolima        |
| 7  | C    | Fabio Espinosa    | 13 giugno 1948 (24 anni)    |       | Deportes Tolima        |
| 8  | A    | Carlos Lugo       | 1º settembre 1953 (18 anni) |       | Deportes Tolima        |
| 9  | A    | Jaime Morón       | 16 novembre 1950 (21 anni)  |       | Millonarios            |
| 10 | C    | Henry Caicedo     | 22 ottobre 1952 (19 anni)   |       | Deportivo Cali         |
| 11 | A    | Álvaro Santamaría | 21 marzo 1950 (22 anni)     |       | Independiente Medellín |
| 12 | C    | Willington Ortiz  | 26 marzo 1952 (20 anni)     |       | Millonarios            |
| 13 | C    | José Ernesto Díaz | 13 settembre 1952 (19 anni) |       | Ind. Santa Fe          |
| 14 | P    | Armando Acosta    | 10 gennaio 1951 (21 anni)   |       | Once Caldas            |
| 15 | D    | Vicente Revellón  | 4 giugno 1950 (22 anni)     |       | Ind. Santa Fe          |
| 16 | C    | Domingo González  | 25 aprile 1951 (21 anni)    |       | Ind. Santa Fe          |
| 17 | D    | Orlando Rivas     | 17 luglio 1950 (22 anni)    |       | América de Cali        |
| 18 | A    | Luis Montaño      | 11 agosto 1950 (22 anni)    |       | Ind. Santa Fe          |
| 19 | A    | Ángel Torres      | 8 maggio 1952 (20 anni)     |       | Deportivo Cali         |

### Germania Est
Allenatore:  Georg Buschner
| N. | Pos. | Giocatore            | Data nascita (età)          | Pres. | Squadra             |
| -- | ---- | -------------------- | --------------------------- | ----- | ------------------- |
| 1  | P    | Jürgen Croy          | 19 ottobre 1946 (25 anni)   |       | Sachsenring Zwickau |
| 2  | D    | Lothar Kurbjuweit    | 6 novembre 1950 (21 anni)   |       | Carl Zeiss Jena     |
| 3  | D    | Manfred Zapf         | 24 agosto 1946 (26 anni)    |       | Magdeburgo          |
| 4  | D    | Konrad Weise         | 17 agosto 1951 (21 anni)    |       | Carl Zeiss Jena     |
| 5  | D    | Bernd Bransch        | 24 settembre 1944 (27 anni) |       | Hallescher          |
| 6  | C    | Harald Irmscher      | 12 febbraio 1946 (26 anni)  |       | Carl Zeiss Jena     |
| 7  | C    | Jürgen Pommerenke    | 22 gennaio 1953 (19 anni)   |       | Magdeburgo          |
| 8  | A    | Ralf Schulenberg     | 15 agosto 1949 (23 anni)    |       | BFC Dynamo          |
| 9  | A    | Jürgen Sparwasser    | 4 giugno 1948 (24 anni)     |       | Magdeburgo          |
| 10 | C    | Hans-Jürgen Kreische | 19 luglio 1947 (25 anni)    |       | Dinamo Dresda       |
| 11 | A    | Joachim Streich      | 13 aprile 1951 (21 anni)    |       | Hansa Rostock       |
| 12 | C    | Reinhard Häfner      | 2 febbraio 1952 (20 anni)   |       | Dinamo Dresda       |
| 13 | C    | Wolfgang Seguin      | 14 settembre 1945 (26 anni) |       | Magdeburgo          |
| 14 | A    | Peter Ducke          | 14 ottobre 1941 (30 anni)   |       | Carl Zeiss Jena     |
| 15 | A    | Eberhard Vogel       | 8 aprile 1943 (29 anni)     |       | Carl Zeiss Jena     |
| 16 | C    | Axel Tyll            | 23 luglio 1953 (19 anni)    |       | Magdeburgo          |
| 17 | D    | Siegmar Wätzlich     | 16 novembre 1947 (24 anni)  |       | Dinamo Dresda       |
| 18 | D    | Frank Ganzera        | 8 settembre 1947 (24 anni)  |       | Dinamo Dresda       |
| 19 | P    | Dieter Schneider     | 20 ottobre 1949 (22 anni)   |       | Hansa Rostock       |

### Ghana
Allenatore:  Charles Gyamfi
| N. | Pos. | Giocatore      | Data nascita (età)          | Pres. | Squadra        |
| -- | ---- | -------------- | --------------------------- | ----- | -------------- |
| 1  | P    | Henry France   | 1º gennaio 1948 (24 anni)   |       | Hearts of Oak  |
| 2  | D    | Akuetteh Armah | 27 gennaio 1946 (26 anni)   |       | Cornerstones   |
| 3  | D    | Oliver Acquah  | 22 marzo 1946 (26 anni)     |       | Asante Kotoko  |
| 4  | D    | Alex Mingle    | 1º gennaio 1948 (24 anni)   |       | Ebusua Dwarfs  |
| 5  | D    | John Eshun     | 17 agosto 1942 (30 anni)    |       | Eleven Wise    |
| 6  | C    | Ibrahim Sunday | 22 luglio 1944 (28 anni)    |       | Asante Kotoko  |
| 7  | C    | Albert Essuman | 28 aprile 1949 (23 anni)    |       | Asante Kotoko  |
| 8  | A    | Peter Lamptey  | 6 aprile 1946 (26 anni)     |       | Great Olympics |
| 9  | A    | Gariba Abukari | 13 giugno 1939 (33 anni)    |       | Asante Kotoko  |
| 10 | A    | Joe Sam        | 1º settembre 1948 (23 anni) |       | Asante Kotoko  |
| 11 | C    | Malik Jabir    | 8 dicembre 1948 (23 anni)   |       | Asante Kotoko  |
| 12 | D    | Edward Boye    | 1º gennaio 1946 (26 anni)   |       | Great Olympics |
| 13 | C    | Yaw Sam        | 2 febbraio 1945 (27 anni)   |       | Asante Kotoko  |
| 14 | D    | Clifford Odame | 1º gennaio 1946 (26 anni)   |       | Asante Kotoko  |
| 15 | A    | Kwasi Owusu    | 7 novembre 1945 (26 anni)   |       | Bofoakwa Tano  |
| 16 | C    | Joe Ghartey    | 27 giugno 1943 (29 anni)    |       | Hearts of Oak  |
| 17 | C    | Osei Kofi      | 3 giugno 1942 (30 anni)     |       | Asante Kotoko  |
| 18 | P    | Essel Mensah   | 14 settembre 1944 (27 anni) |       | Asante Kotoko  |
| 19 | P    | Joseph Derchie |                             |       | Bofoakwa Tano  |

### Polonia
Allenatore:  Kazimierz Górski
| N. | Pos. | Giocatore            | Data nascita (età)          | Pres. | Squadra            |
| -- | ---- | -------------------- | --------------------------- | ----- | ------------------ |
| 1  | P    | Hubert Kostka        | 17 maggio 1940 (32 anni)    |       | Górnik Zabrze      |
| 2  | D    | Antoni Szymanowski   | 13 gennaio 1951 (21 anni)   |       | Wisła Cracovia     |
| 3  | D    | Jerzy Gorgoń         | 18 luglio 1949 (23 anni)    |       | Górnik Zabrze      |
| 4  | D    | Zygmunt Anczok       | 14 marzo 1946 (26 anni)     |       | Górnik Zabrze      |
| 5  | C    | Lesław Ćmikiewicz    | 3 maggio 1947 (25 anni)     |       | Legia Varsavia     |
| 6  | C    | Zygmunt Maszczyk     | 3 maggio 1945 (27 anni)     |       | Ruch Chorzów       |
| 7  | C    | Ryszard Szymczak     | 14 dicembre 1944 (27 anni)  |       | Gwardia Varsavia   |
| 8  | C    | Zygfryd Szołtysik    | 24 ottobre 1942 (29 anni)   |       | Górnik Zabrze      |
| 9  | C    | Kazimierz Deyna      | 23 ottobre 1947 (24 anni)   |       | Legia Varsavia     |
| 10 | A    | Włodzimierz Lubański | 28 febbraio 1947 (25 anni)  |       | Górnik Zabrze      |
| 11 | A    | Robert Gadocha       | 10 gennaio 1946 (26 anni)   |       | Legia Varsavia     |
| 12 | A    | Kazimierz Kmiecik    | 19 settembre 1951 (20 anni) |       | Wisła Cracovia     |
| 13 | D    | Jerzy Kraska         | 24 dicembre 1951 (20 anni)  |       | Gwardia Varsavia   |
| 14 | D    | Marian Ostafiński    | 8 dicembre 1946 (25 anni)   |       | Ruch Chorzów       |
| 15 | A    | Grzegorz Lato        | 8 aprile 1950 (22 anni)     |       | Stal Mielec        |
| 16 | A    | Joachim Marx         | 31 agosto 1944 (27 anni)    |       | Ruch Chorzów       |
| 17 | C    | Andrzej Jarosik      | 24 novembre 1944 (27 anni)  |       | Zagłębie Sosnowiec |
| 18 | P    | Marian Szeja         | 28 agosto 1941 (30 anni)    |       | Zagłębie Wałbrzych |
| 19 | D    | Zbigniew Gut         | 17 aprile 1949 (23 anni)    |       | Odra Opole         |

## Fonti
- FIFA, su fifa.com. URL consultato il 19 gennaio 2013 (archiviato dall'url originale il 2 aprile 2013).
- RSSSF, su rsssf.com.
- LinguaSport.com.